# Labrador retriever
Il Labrador retriever, conosciuto più semplicemente come Labrador, è una razza canina riconosciuta solo nel 1903 dal Kennel Club, ma si hanno notizie dei loro diretti antenati già dal 1830, quando i cani d'acqua di St. John allevati da coloni europei a Terranova furono introdotti per la prima volta e successivamente selezionati in Gran Bretagna. Il Labrador fa parte del gruppo dei Retriever, cani allevati e selezionati a partire dal XIX secolo.
Cane di taglia media, di buon temperamento, intelligente, socievole, docile, tranquillo, eccellente nuotatore (anche grazie alla "palmatura" delle zampe), in origine è stato utilizzato soprattutto dai cacciatori come cane da riporto.
La sua indole buona e il carattere predisposto all'apprendimento lo rendono adatto a essere addestrato allo svolgimento di moltissime attività, dall'assistenza ai ciechi, al soccorso in acqua, alla ricerca di persone. Grazie al suo carattere estremamente docile e affettuoso è un ottimo cane da compagnia, particolarmente adatto a vivere in famiglia, meglio se munita di bambini, con cui ama molto giocare.

## Aspetto
I Labrador sono cani di taglia media muscolosi. I maschi hanno un'altezza di 57/60 cm e un peso compreso tra i 31 e i 42 kg. Le femmine sono di norma di pochi centimetri più basse (53/56 cm) e pesano dai 25 ai 34 kg. Le principali caratteristiche di questa razza, a parte il colore, sono il risultato di un allevamento con obiettivo di riprodurre un perfetto Retriever.
La testa è larga, solida e appuntita, con tartufo ampio e dentatura a forbice. Il tartufo dev'essere di colore nero quando il mantello è nero o giallo, mentre dev'essere marrone quando il mantello è marrone (chocolate), non sono ammessi altri colori o combinazioni. Gli occhi sono marroni o nocciola. Le orecchie devono essere triangolari, con attaccatura un po' arretrata e devono pendere. Il collo è vigoroso, di media lunghezza e senza bargia. Il petto è profondo e largo.
Il pelo è duro, liscio, molto spesso e lanoso, con sottopelo impermeabile, di colore nero, giallo o chocolate, sempre unicolore. Cuccioli di diversi colori possono far parte della stessa cucciolata: la tinta del pelo dipende da tre fattori genetici, i quali possono anche combinarsi e dar vita a varie sfumature. I colori ammessi dagli standard vanno da un crema a un "rosso volpe" per gli esemplari gialli e da un marrone di media intensità a un marrone molto scuro per i chocolate. In quanto ai neri, il colore ammesso è un nero solido, senza sfumature particolari. È ammessa una macchia bianca sul petto di dimensioni non superiori a una moneta da due euro.
La coda è di media lunghezza, grossa alla base e sottile verso la punta, come quella di una lontra, e ricoperta da un pelo corto, fitto e folto.
Nella razza Labrador retriever non è ammesso il colore grigio (silver).

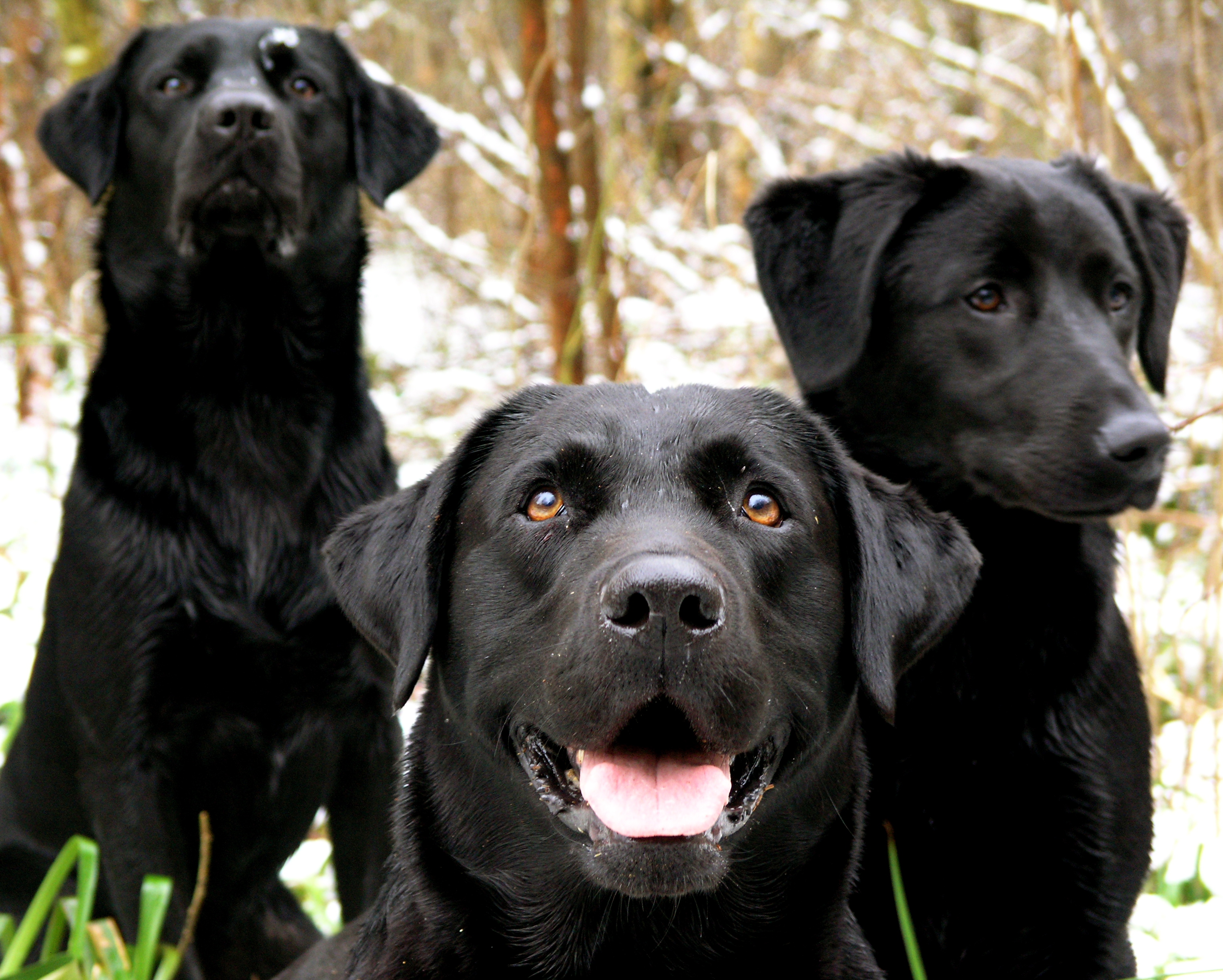
Labrador nero
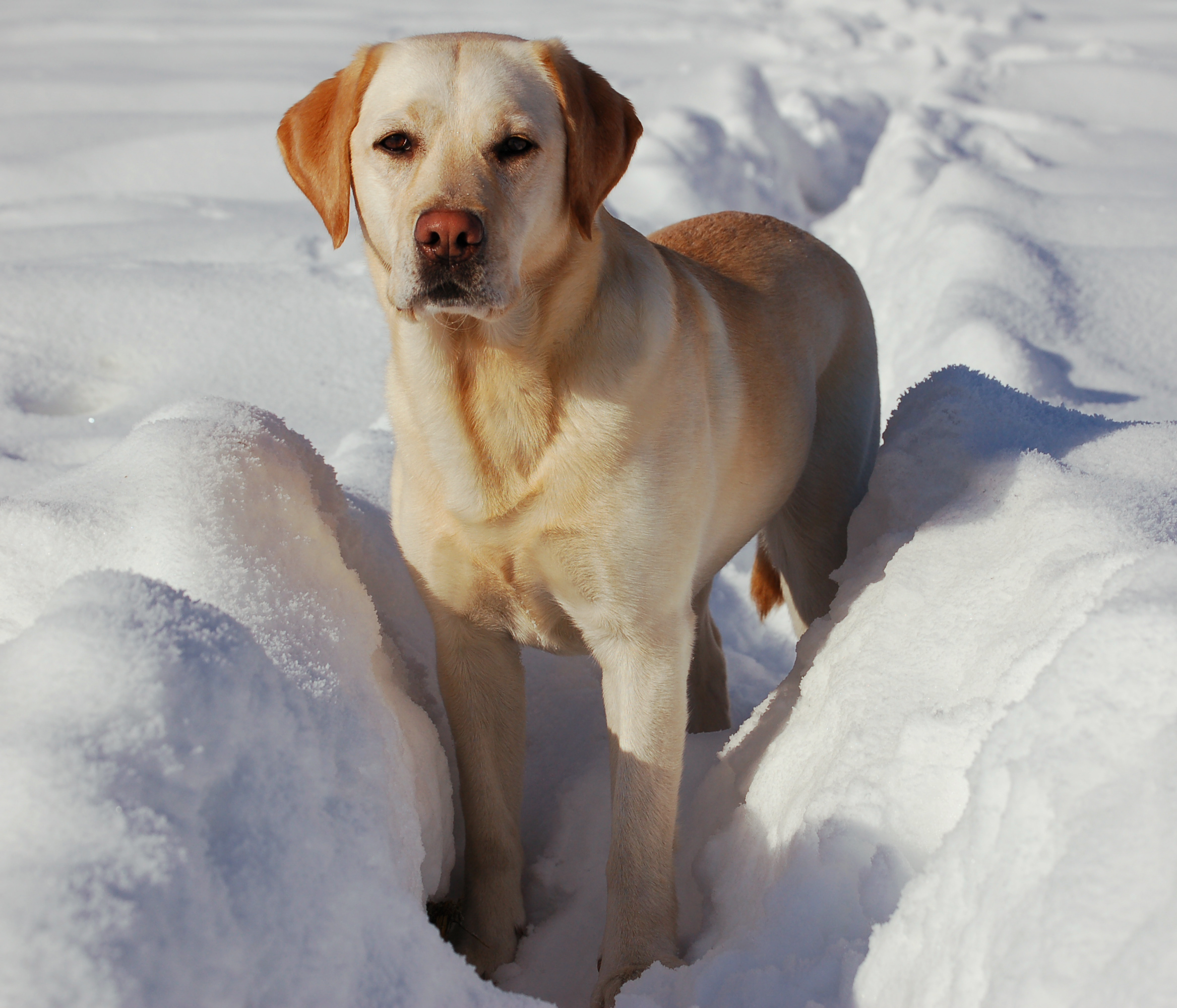
Labrador giallo
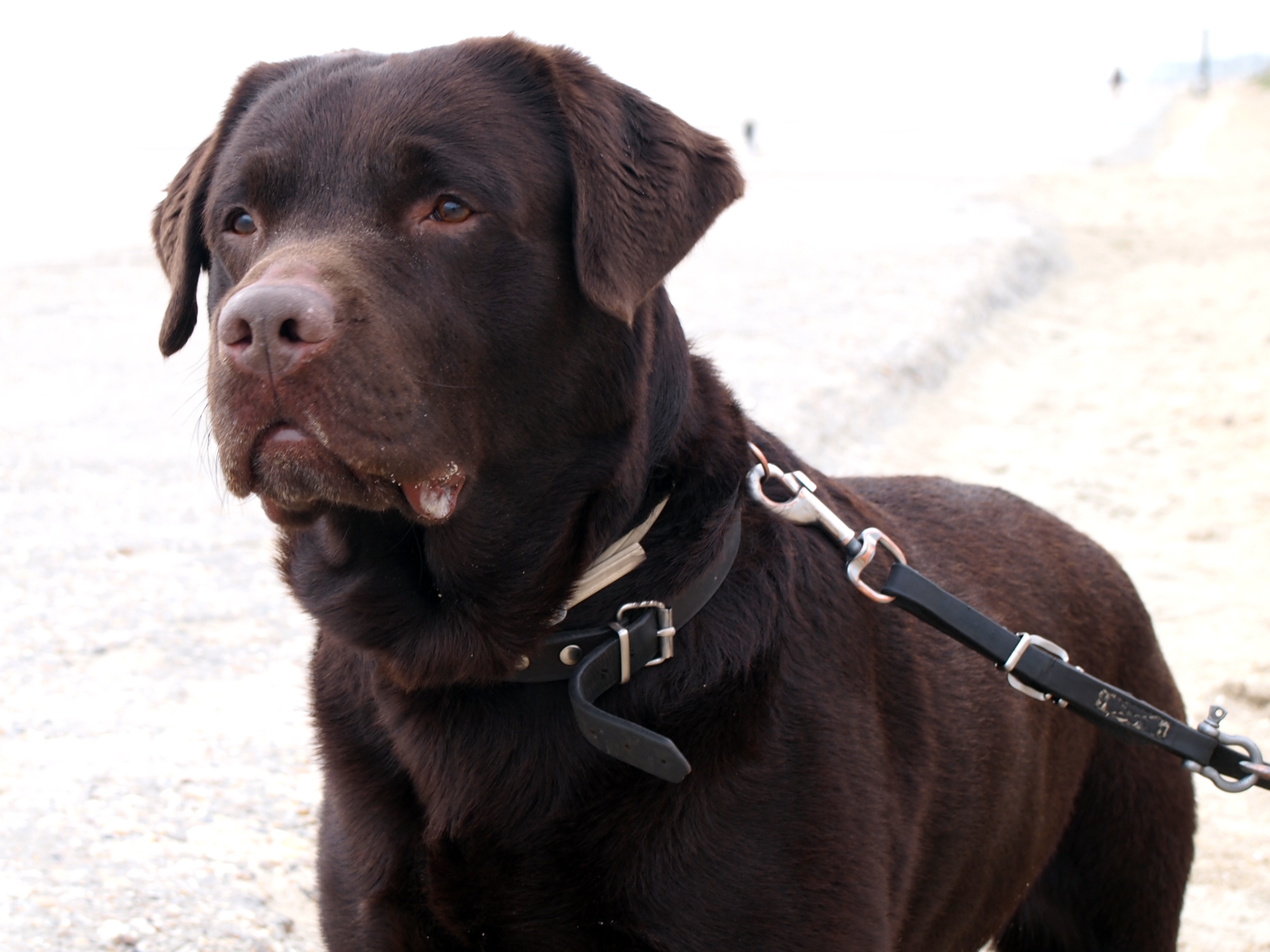
Labrador chocolate
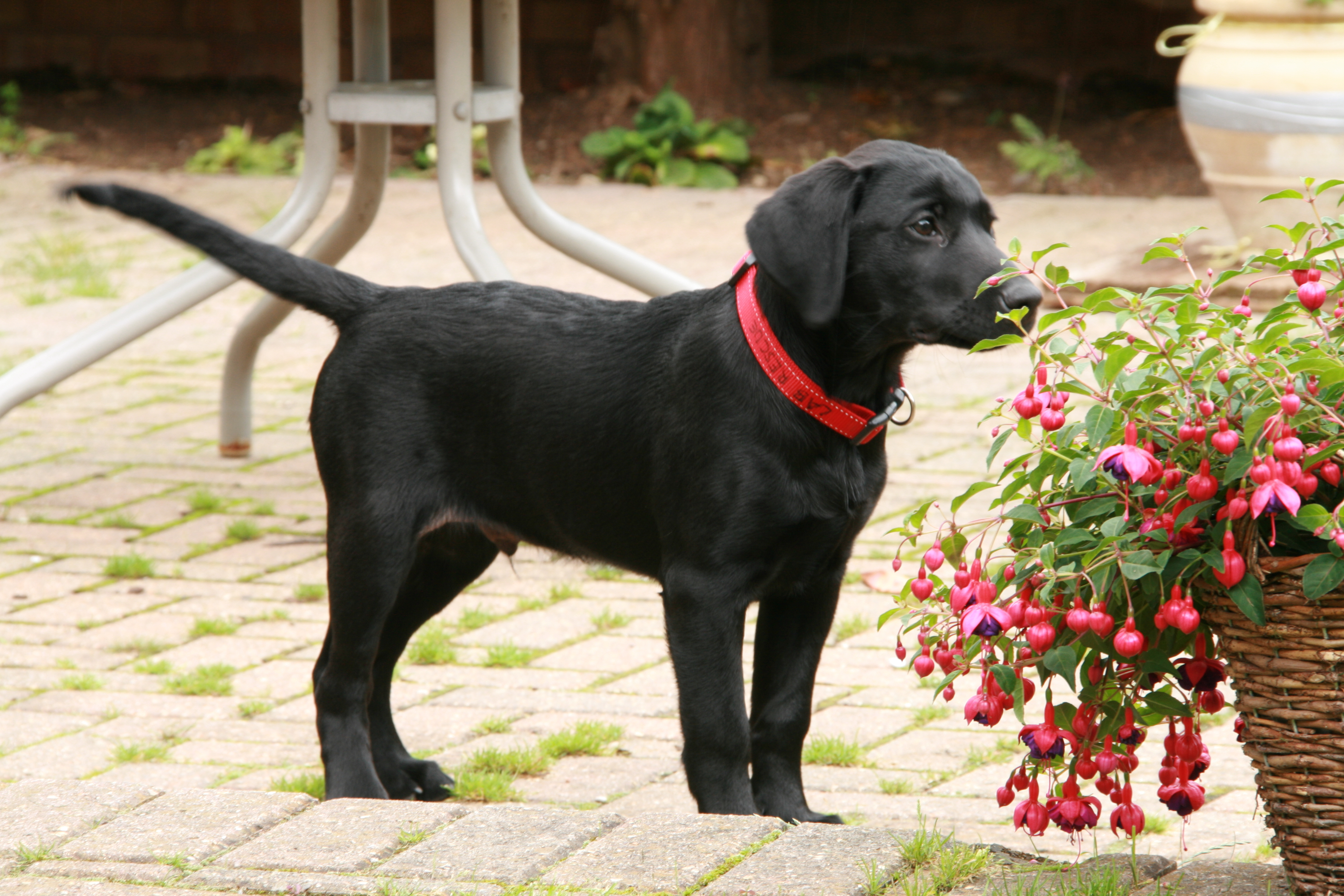
Cucciolo nero
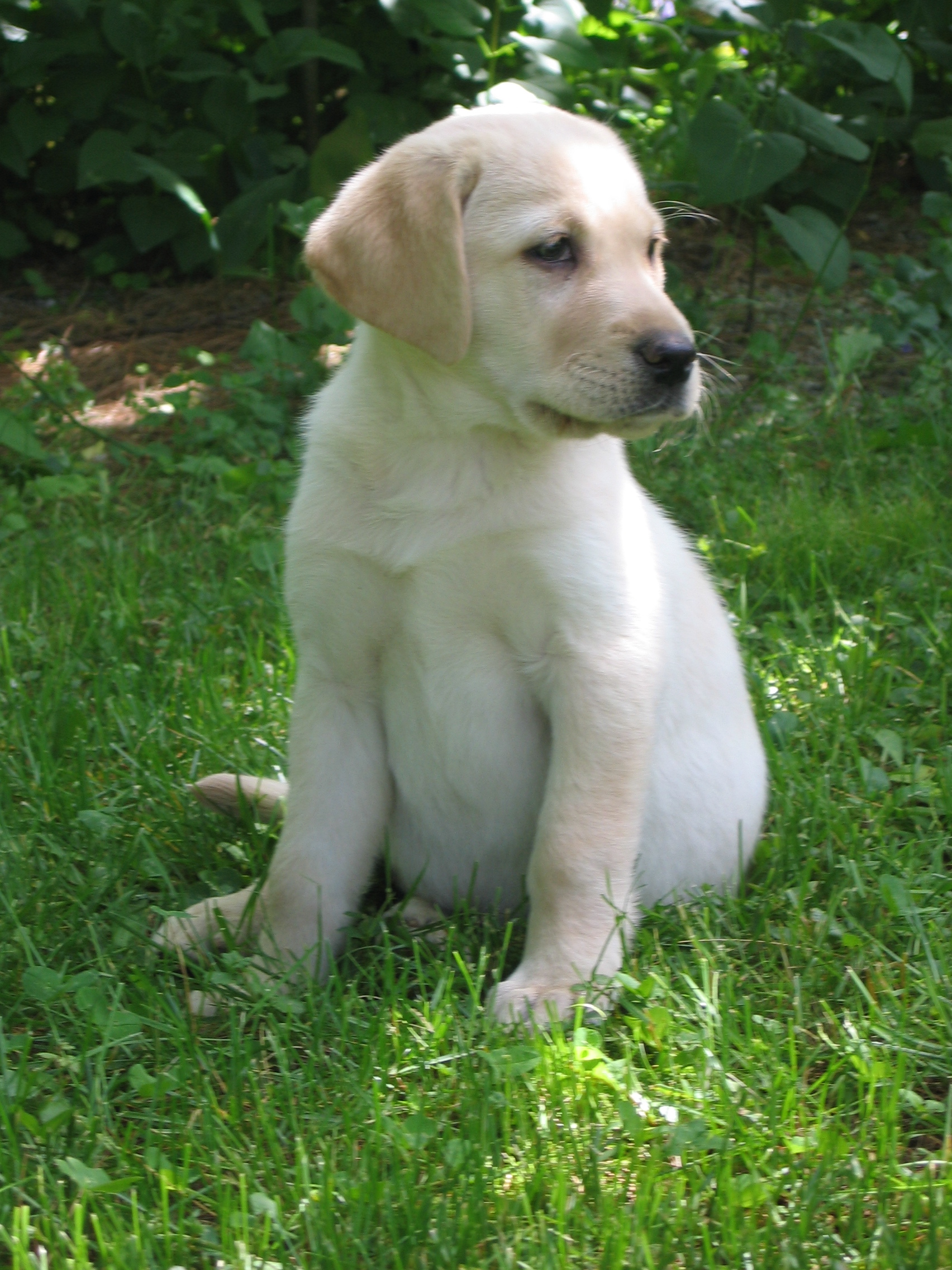
Cucciolo giallo
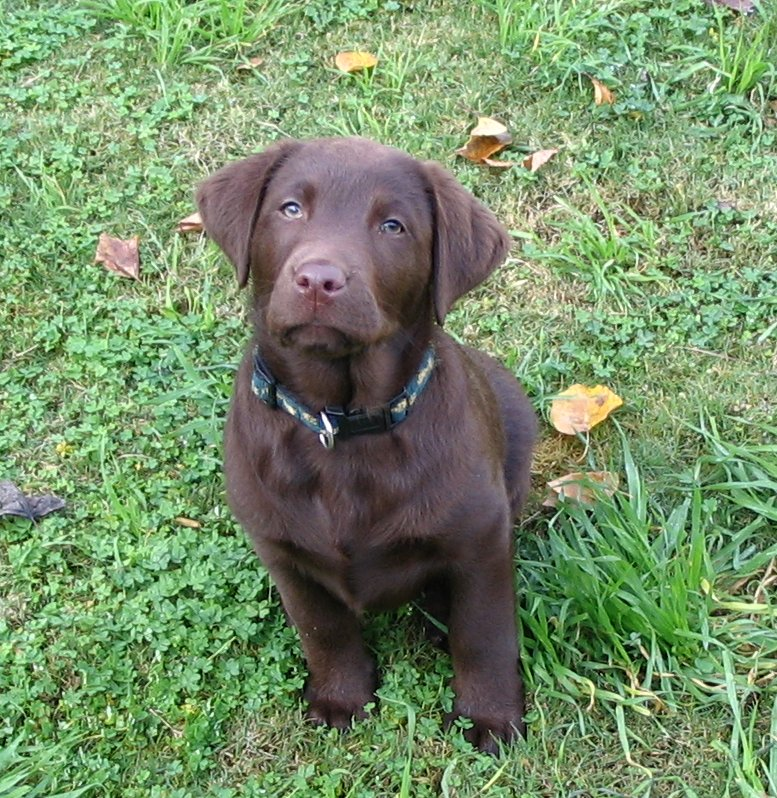
Cucciolo chocolate

## Attività e temperamento

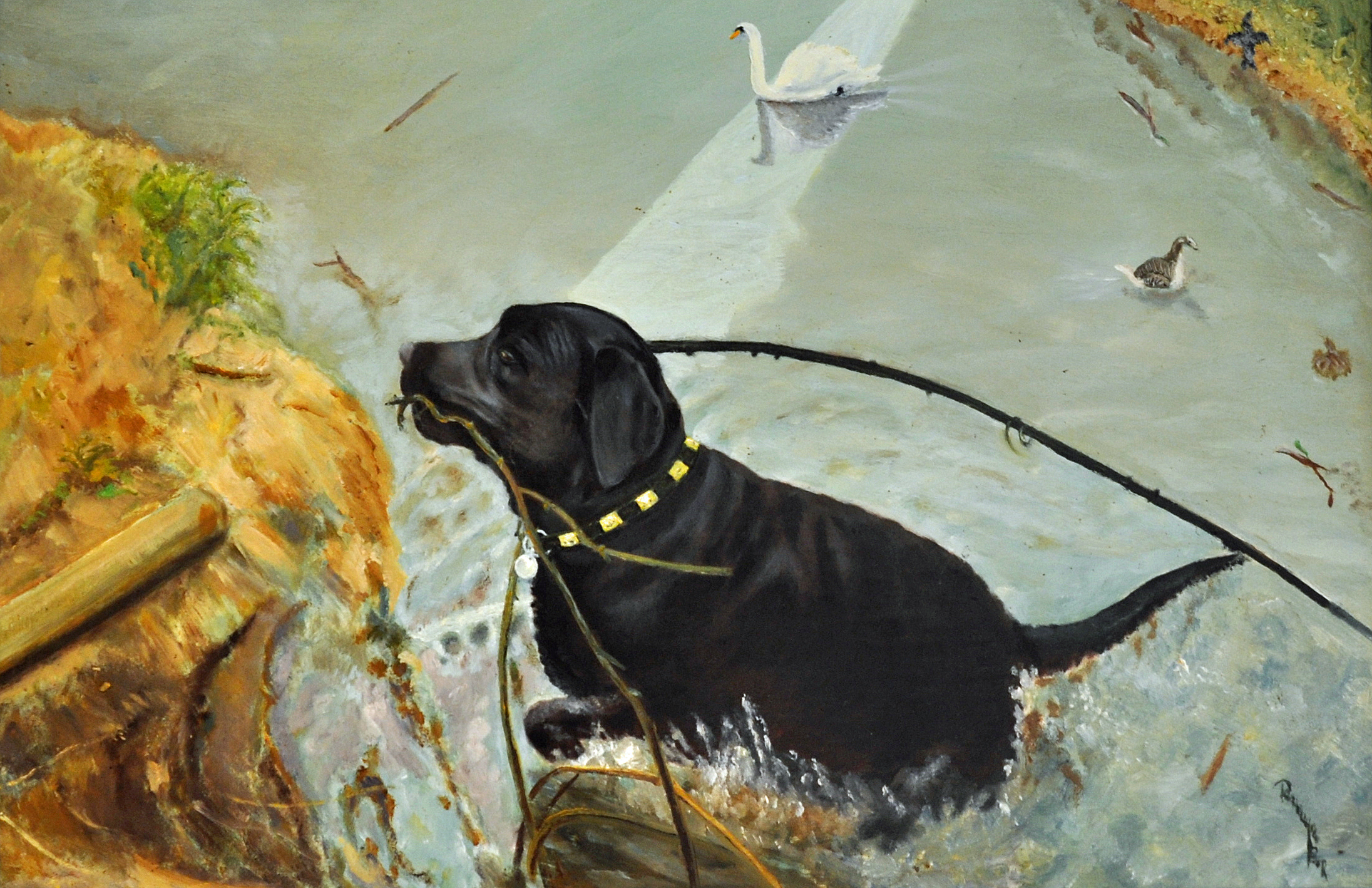
The Labrador Retriever, olio su tela di Albert Demuyser (1997)

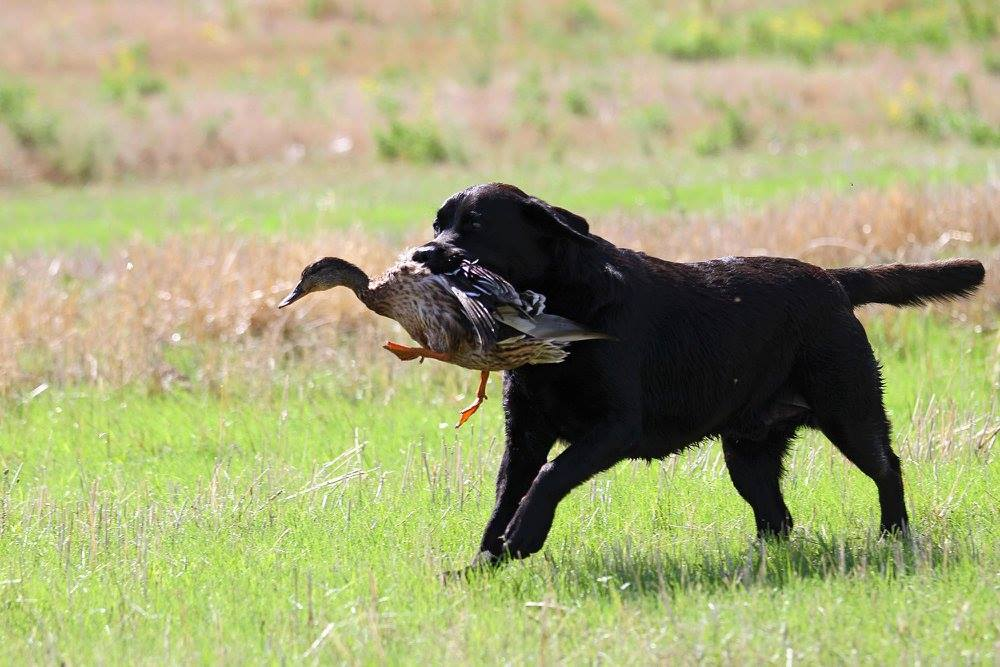
Un Labrador durante un'azione di riporto a caccia

Il Labrador è impiegato come cane da caccia. È un eccellente cane da riporto, grazie alla sua spiccata intelligenza, utilizzato anche nella caccia in palude.
In passato il suo antenato, il cane di St. John, era presente a bordo delle barche dei pescatori dell'isola di Terranova e della penisola del Labrador che lo utilizzavano per recuperare le reti e gli strumenti di lavoro caduti in acqua. È spesso presente a bordo delle barche dei pescatori di Bretagna e Normandia.
Nell'Europa continentale è principalmente allevato come cane da compagnia per il suo temperamento mite, affettuoso, socievole e anche molto tranquillo rispetto a tutte le altre razze di cani della stessa taglia o anche più piccoli.
È spesso utilizzato anche come guida per i non vedenti per merito delle sue doti di docilità e facilità di apprendimento unite a una taglia media che ne consente la facile gestione nella vita quotidiana, come il trasporto sui mezzi pubblici. Uno specifico addestramento gli consente di comprendere più di cento parole.
Viene inoltre impiegato anche come cane di utilità dalle forze dell'ordine e dalla protezione civile. L'eccezionale fiuto gli consente infatti di scovare esplosivi e sostanze stupefacenti occultati, nonché di percepire la presenza di persone sotto neve e macerie. Non è invece consigliabile come cane da guardia poiché il suo temperamento è amichevole verso chiunque.
Il Labrador è un cane mite, intelligente e molto amichevole. Va detto che la selezione originale è stata fatta sulla capacità di riporto della selvaggina, dunque è importante ricordare che un buon Labrador è un cane che ha bisogno di fare attività fisica. Per tenerlo in forma potrebbe bastare qualche passeggiata, in linea generale ama svolgere ogni genere di attività insieme ai compagni umani. Da cucciolo è particolarmente curioso e disponibile, sempre pronto a imparare da qualsiasi cosa trovi sul proprio cammino.
A qualsiasi età è bene prestare molta attenzione alla sua alimentazione, poiché recenti ricerche hanno dimostrato che il Labrador è un cane predisposto geneticamente al facile accumulo di grasso, dote indispensabile alla sopravvivenza per il suo antenato, il cane di St. John.

## Storia

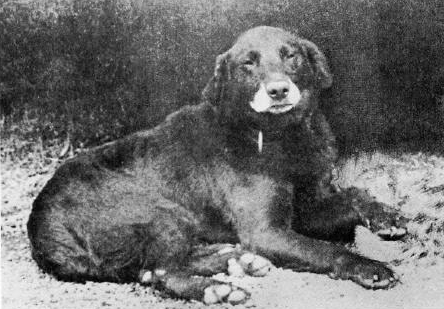
Buccleuch Avon, il primo Labrador retriever

Il Labrador è un diretto discendente del cane d'acqua di St. John, cane allevato dai pescatori sull'isola di Terranova, frutto di incroci dei vari cani che accompagnavano i colonizzatori di varie nazionalità che si sono alternati nei secoli in quella precisa regione del Canada. Le radici del Labrador si intrecciano con quelle degli altri moderni Retriever, visto l'antenato comune.
All'inizio del XIX secolo il cane di St. John fu importato in Inghilterra a bordo di navi provenienti dalla penisola del Labrador. La razza fu quindi selezionata da alcuni nobili inglesi, tra cui il conte di Malmesbury, al quale si deve la nascita, nel 1885, di Buccleuch Avon, il primo esemplare di Labrador come lo conosciamo.
Quattordici anni dopo la nascita di Buccleuch Avon (1885), che aveva il manto nero, fu registrato il primo Labrador giallo (1899), Ben of Hyde. La diffusione dei cani dal manto chiaro divenne però significativa solo dopo il 1920. L'allevamento di Labrador chocolate cominciò invece solo negli anni trenta del XX secolo.
Per le sue grandi doti di cane da caccia e da riporto, il Labrador conobbe una grande diffusione in Inghilterra, tanto da essere allevato persino da re Giorgio VI.
Il Kennel Club riconobbe ufficialmente la razza nel 1903. Il primo standard della razza è del 1916, e fu in parte modificato nel 1950. Lo standard della FCI in vigore è del 1989. Lo standard del Kennel Club statunitense è del 1994 e si discosta lievemente da quello della FCI.
I Labrador sono tra i cani più diffusi al mondo, in particolare in Inghilterra, nell'Europa occidentale e negli Stati Uniti.

## Salute
L'aspettativa di vita di un Labrador è attorno ai 12-15 anni. I problemi di salute di cui un Labrador può soffrire sono generalmente limitati ai seguenti:
- Displasia dell'anca - eventuale grado di displasia o completa assenza di essa possono essere verificati solo tramite lastra. La lastra deve poi essere inoltrata a una centrale di lettura. Ci sono varie centrali, ogni nazione ha almeno una, Ce.Le.Mas.Che e FSA sono le uniche due riconosciute in Italia, le quali provvederanno e emettere una valutazione sul grado di displasia dell'anca. Nessun'altra valutazione può certificare lo stato delle articolazioni. I gradi sono:
  - HD A - Assenza di displasia
  - HD B - Piccoli difetti che normalmente non compromettono la normale deambulazione
  - HD C - Leggera displasia dell'anca.
  - HD D - Media displasia dell'anca.
  - HD E - Grave displasia dell'anca, si sconsiglia fortemente la riproduzione di soggetti con grado E.
- Displasia del gomito - Come con le anche, pure i gomiti devono essere radiografati e le lastre devono essere inoltrate a una centrale di lettura.  I gradi sono:
  - ED 0/Zero - non si riscontrano alterazioni
  - ED BL - il grado Border Line viene usato soltanto in Italia - alterazioni articolari minime
  - ED 1 - presenza di piccolo osteofiti  e/o di sclerosi subtrocleare dell’ulna e/o di piccola incongruenza articolare
  - ED 2 - presenza di osteofiti di ampiezza media (da 2 a 5 mm) e/o di grave sclerosi subtrocleare dell’ulna e/o di incongruenza articolare > 2 mm; alterazioni del profilo del processo coronoideo mediale senza evidenza di frammentazione od una fusione incompleta del processo anconeo ulnare comportano comunque il grado 2
  - ED 3 -  presenza di osteofiti di ampiezza considerevole (> 5 mm); l’evidenza di un processo coronoideo mediale frammentato o di una lesione del profilo del condilo omerale mediale da osteocondrite dissecante (OCD) o da erosione (KL), o di una mancata unione del processo anconeo (UAP) comportano comunque il grado 3. Anche i cani sottoposti ad interventi chirurgici per displasia del gomito devono essere classificati come Grado 3 indipendentemente dal grado delle alterazioni articolari presenti, se l’intervento eseguito è dimostrabile radiograficamente
- Infezioni alle orecchie, che si possono però prevenire agevolmente con una pulizia regolare.
- Obesità, in quanto il Labrador ha un appetito insaziabile e tende a ingrassare. Nei soggetti obesi possono svilupparsi, soprattutto con l'età, vari problemi di salute, tra cui la displasia dell'anca o del gomito e il diabete.[2]
- Atrofia progressiva della retina (prcd-PRA) - Perdita progressiva della visione (notturna e poi diurna) che può portare alla cecità totale.
- Collasso indotto da esercizio fisico (EIC) - Paralisi degli arti dovuta allo sforzo. l'EIC si trasmette geneticamente, è una condizione (non malattia, perché non può essere curata) a carattere recessivo.
- Miopatia centronucleare (CNM) - condizione neuromuscolare ereditaria a carattere recessivo che si manifesta nella debolezza muscolare generalizzata progressiva, intolleranza all'attività fisica ed anomalie nell'andatura e nella postura.

## Labrador grigio, dettosilver

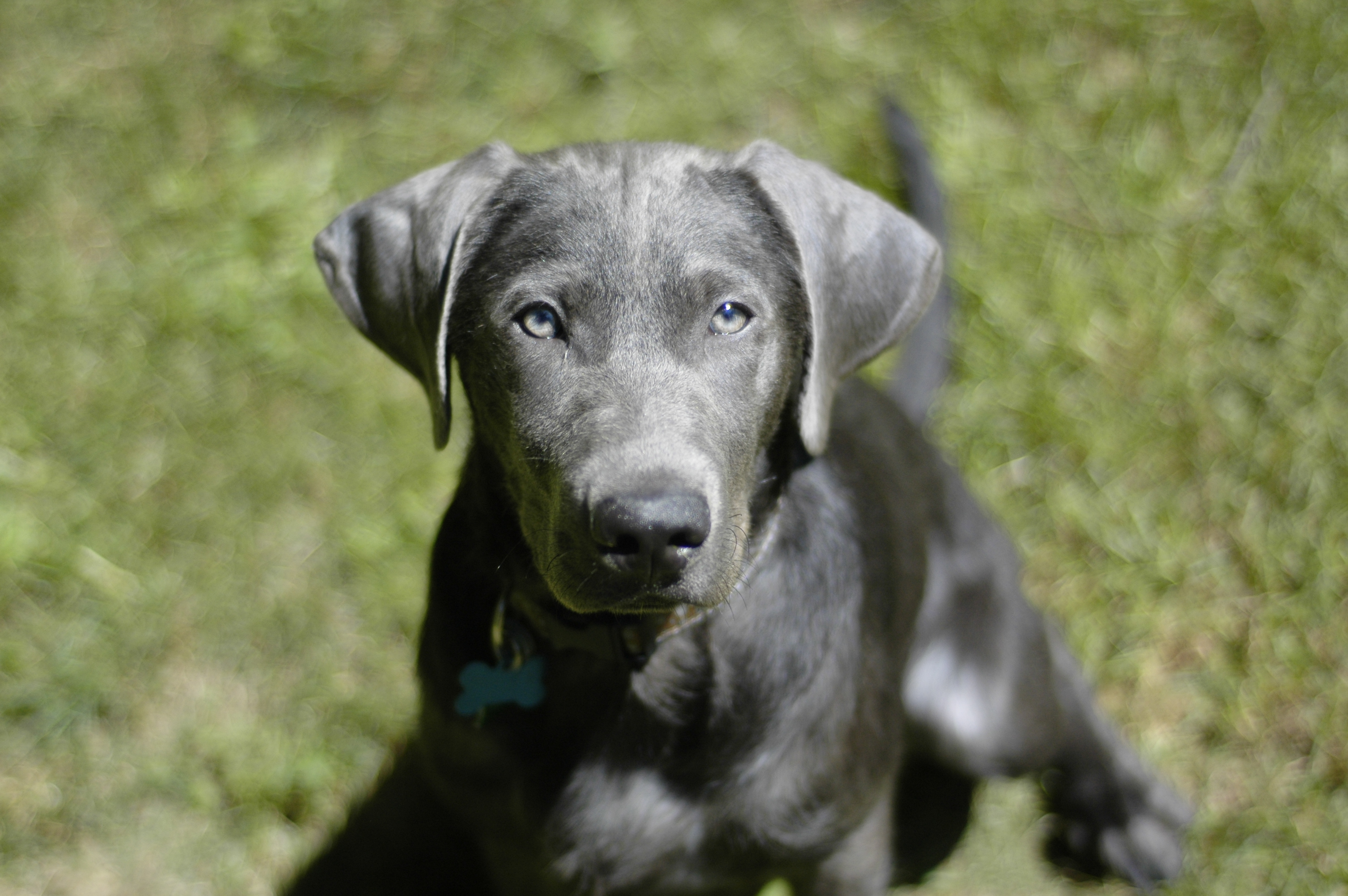
Un cucciolo di Labrador silver

Assistiamo al fenomeno che vede la promozione del Labrador detto silver come un Labrador a tutti gli effetti.
La colorazione silver, così come la charcoal (carbone), si ottiene tramite un gene detto gene diluito, dunque non è un vero colore ma l'alterazione del colore base.
Non ci sono basi storiche che supportino questa colorazione nelle linee di sangue dei Labrador. Nessun documento del diciannovesimo secolo testimonia questo colore.
Alcune teorie parlano di una mutazione genetica che ha permesso la comparsa del colore, ma questa teoria non è avallata da documentazione scientifica, inoltre le mutazioni genetiche si verificano in spazi di tempo di gran lunga superiori ai 500 anni. Altri invece parlano di incroci tra Labrador Retriever e Weimaraner: questa teoria trova maggior consenso su base genetica.
Lo standard di razza inglese, l'unico che fa capo a tutti gli standard di razza per il Labrador Retriever, non ammette il colore silver o charcoal. In alcune nazioni non è possibile registrarli, in altre possono essere registrati come chocolate, nel Regno Unito sono registrati ma va posta l’annotazione sul difetto del mantello.
Ci sono studi che collegano l'alopecia al gene diluito, alcuni studi parlano della incompatibilità della variante genetica "d/d" con il corredo genetico della razza, favorendo la comparsa dermatite e alopecia.
In Italia, dove le normative che regolamentano la riproduzione delle varie razze canine vengono emanate direttamente dal Ministero, i decreti ministeriali non vietano la riproduzione del silver ma le cucciolate con presenza di cuccioli con mantello diluito andrebbero sottoposte a controllo parentale a ritroso fino ad individuare la generazione in cui s'è verificato il mix di razza.

## Labrador celebri

### Domestici
- L'ex presidente degli Stati Uniti Bill Clinton possedeva due Labrador di nome Buddy e Seamus.
- La Labrador "Konni" del presidente russo Vladimir Putin.

### Fiction e media
- Brian Griffin, dalla serie animata I Griffin, è un Labrador bianco.
- Mr. Peanutbutter, un Labrador giallo, è uno dei protagonisti della serie animata BoJack Horseman.
- Marley è il protagonista del libro best seller Io & Marley, scritto da John Grogan, che ha ispirato anche l'omonimo film.
- JD e Turk di Scrubs possiedono un Labrador Retriever impagliato di nome Rowdy, protagonista di numerose gag.
- Vincent è un Labrador nella serie televisiva Lost.
- Pharaoh, Isis, and Tiaa sono dei Labrador gialli nella serie televisiva Downton Abbey.
- Zuma di PAW Patrol è un Labrador chocolate.
- Boomer è il Labrador giallo del capitano Steve Hiller nel film Independence Day.
- Dickens, il cane di Sidney Chambers in Grantchester è un Labrador nero.
- Un labrador nero, erroneamente chiamato in italiano Terranova, aiuta i dalmati protagonisti de La carica dei 101 a fuggire da Crudelia De Mon, Orazio e Gaspare.